# Сан-Хосе-де-Майпо
Сан-Хосе-де-Майпо (ісп. San José de Maipo) — місто в Чилі. Адміністративний центр однойменної комуни. Населення міста - 5281 людина (2002). Місто і комуна входить до складу провінції Кордильєра та Столичного регіону.

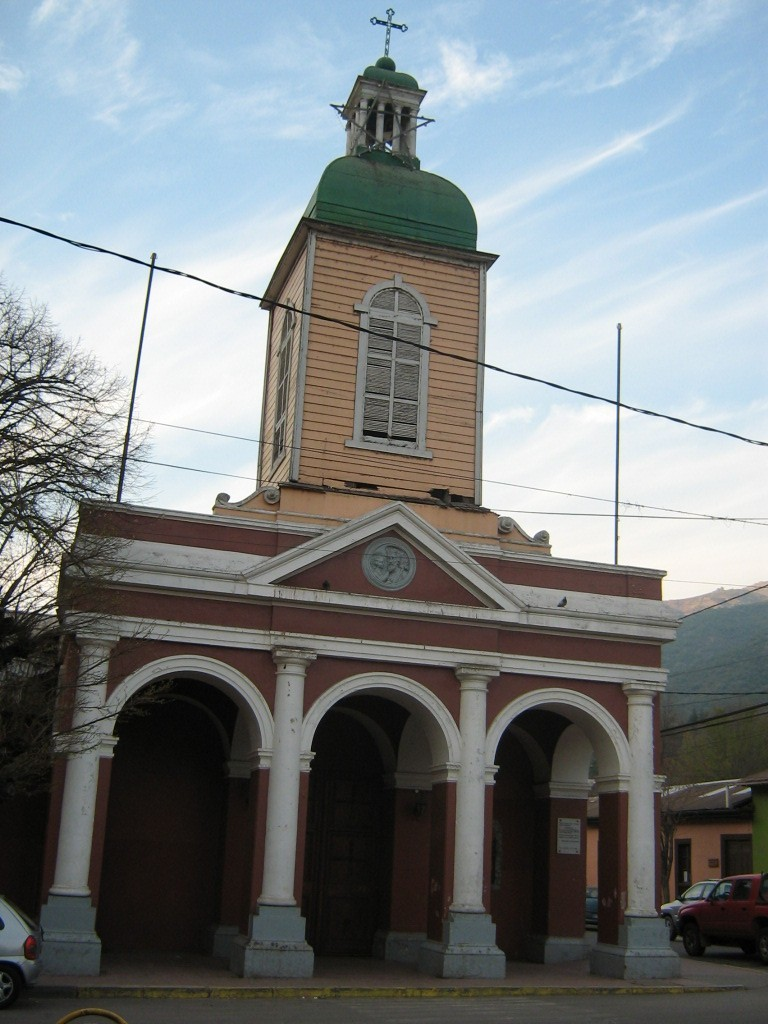
Приход Сан-Хосе-де-Майпо

Територія — 4994,8 км². Чисельність населення - 18 189 мешканців (2017). Щільність населення - 3,64 чол./км².

## Розташування
Місто розташоване за 33 км на південний схід від столиці Чилі міста Сантьяго.
Комуна межує:
- на півночі - з комуною Лос-Андес
- на сході - з провінцією Сан-Хуан (Аргентина)
- на південному заході - з комунами Мостасаль, Кодегуа, Мачалі
- на заході — з комунами Пірке, Пуенте-Альто
- на північному заході - з провінцією Сантьяго